# Giovannini Rudolf

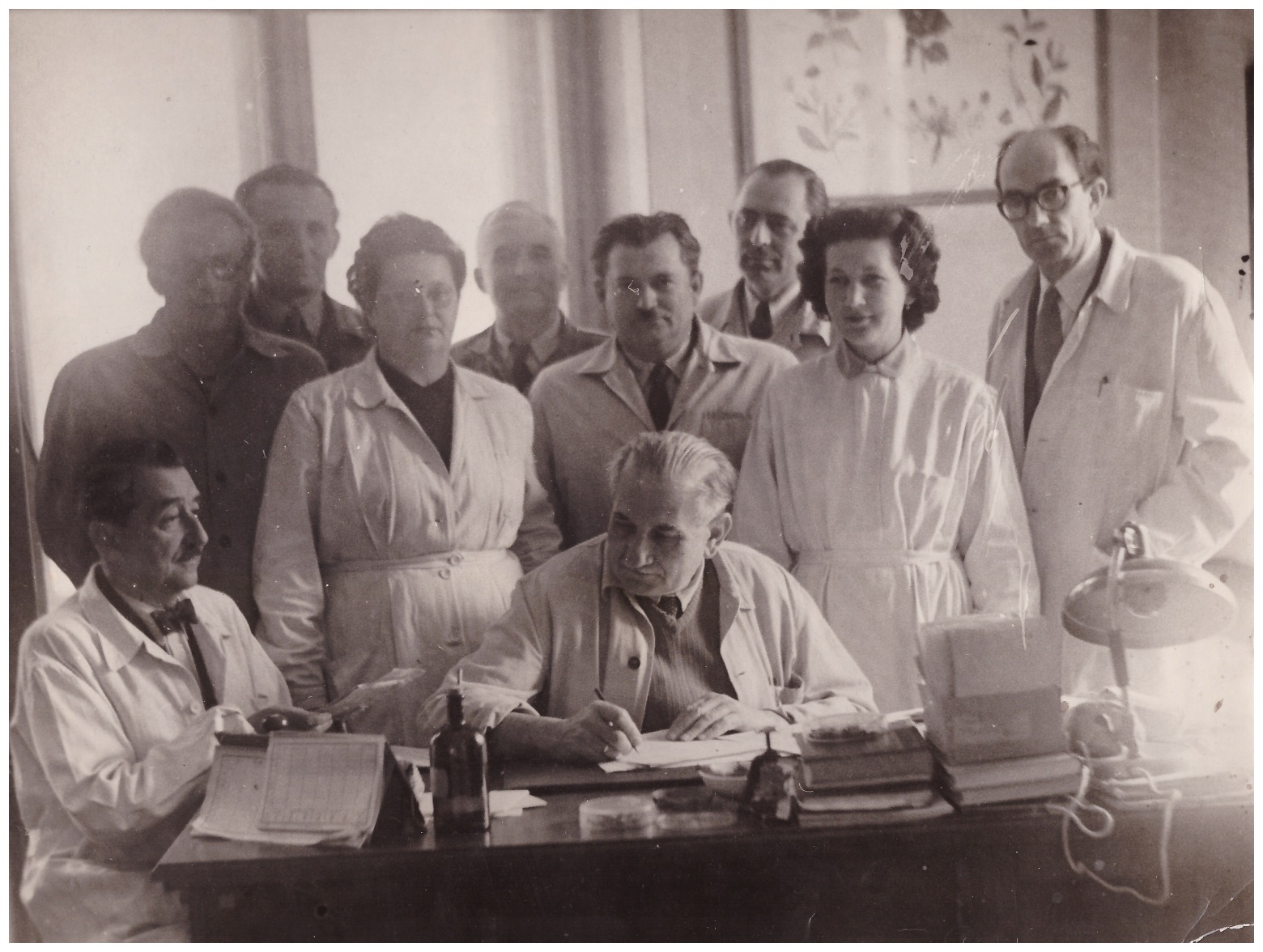
Giovannini munka közben

Giovannino de Giovannini Rudolf (Füzesabony, 1891. március 22. – Budapest, 1963. augusztus 23.) magyar gyógyszerész, gyógynövényszakember.
A GYNKÁ Gyógynövény Kirendeltségének vezetője, a Gyógynövénykísérleti Állomás kormánybiztosa, a Herba című folyóirat főszerkesztője, gyógynövénykutató.
Együtt dolgozott Rom Pállal, Augusztin Bélával, Jávorka Sándorral. Számos gyógynövényekkel foglalkozó könyvet írt.

## Munkássága
Gimnáziumi tanulmányait Sárospatakon, Iglón, Szegeden végezte. 1912-ben költözött a család Budapestre. 1918-ban szerezte meg gyógyszerészi oklevelét a budapesti orvosi karon; már egyetemi évei alatt gyógyszertárban, laboránsként vállalt munkát. A hazai gyógynövénytermelés és -értékesítés területén dolgozott, 1924-től a Földművelésügyi Minisztériumban, előbb a Gyógy- és Vegyipari Növényforgalmi Iroda vezetője, 1936-tól a Gyógynövénykísérleti Állomás igazgatója, 1947-ben e terület kormánybiztosa lett. 1950-től a Mezőgazdasági Minőségvizsgáló Intézet Gyógynövényosztályának vezetője nyugdíjazásáig. Kutatási területe és tudományos munkássága a hazai gyógynövénybegyűjtés, -vizsgálat, -minősítés és a belföldi kereskedelem szervezésére, valamint külföldi megismertetésére terjedt ki. Részt vett a gyógynövények szabványosításában. Tagja volt a VI. Magyar Gyógyszerkönyv szerkesztő bizottságának, a Gyógynövény Szabványügyi Szakbizottságnak. Majd a GYNKÁ szerveként alapított Gyógynövény Kirendeltség vezetésével bízták meg. 1940-től megindult a havonta megjelenő folyóirat, a Herba (jelmondata: Oktat-Tájékoztat-Irányít) Rudolf szerkesztéseiben. Több általa írt könyve közül 1948-ban jelent meg a Magyar Gyógynövények című könyv, amit dr. Augusztin Bélával, dr. Rom Pállal és dr. Jávorka Sándorral közösen írtak. A mű két kötetes, a második kötetben a leírt gyógynövények illusztrációi találhatók, amiket dr. Csapody Vera készített. Ez volt az első, és máig ez a legjobban összegyűjtött gyógynövénykönyv.

## Magánélete
Édesapja Giovannino de Giovannini Arnold (1860-1905), édesanyja Benedekfalvi Dettrich Mária (1869-1965). Fiatalon elveszítette édesapját, és mivel ő volt a legidősebb testvér, sokat gondoskodott családjáról. Édesanyjával és testvéreivel szoros viszony alakult ki. Mindnyájan segítették egymást, ahogy csak tudták. A család református vallású és olasz származású volt. Felmenői Svájcban, Casaccia-ban éltek, ami olasz tartomány volt. Első házasságát fiatalkori szerelmével Mattyasovszky Emmával kötötte meg. Ebből a házasságból született első gyermeke 1924-ben, Dalma. Második házasságából, amit Kozelniczky Ilonával kötött, két gyermekük született Aurél (1934) és Kornél (1940). Szerette a munkáját, amire hivatásaként tekintett. 72 évesen rákbetegségben halt meg.

## Művei
- Útmutató gyógynövénygyűjtők és beváltók részére (1945)
- Magyar gyógynövények (1948)
- Gyógynövényeink (1961)
- Herba- folyóirat- (1924-1945)